# Brégy
Brégy é uma comuna francesa na região administrativa de Altos da França, no departamento de Oise. Estende-se por uma área de 13,17 km². Em 2010 a comuna tinha 661 habitantes (densidade: 50,2 hab./km²).